# Anschlag auf den Mahane-Yehuda-Markt 2002

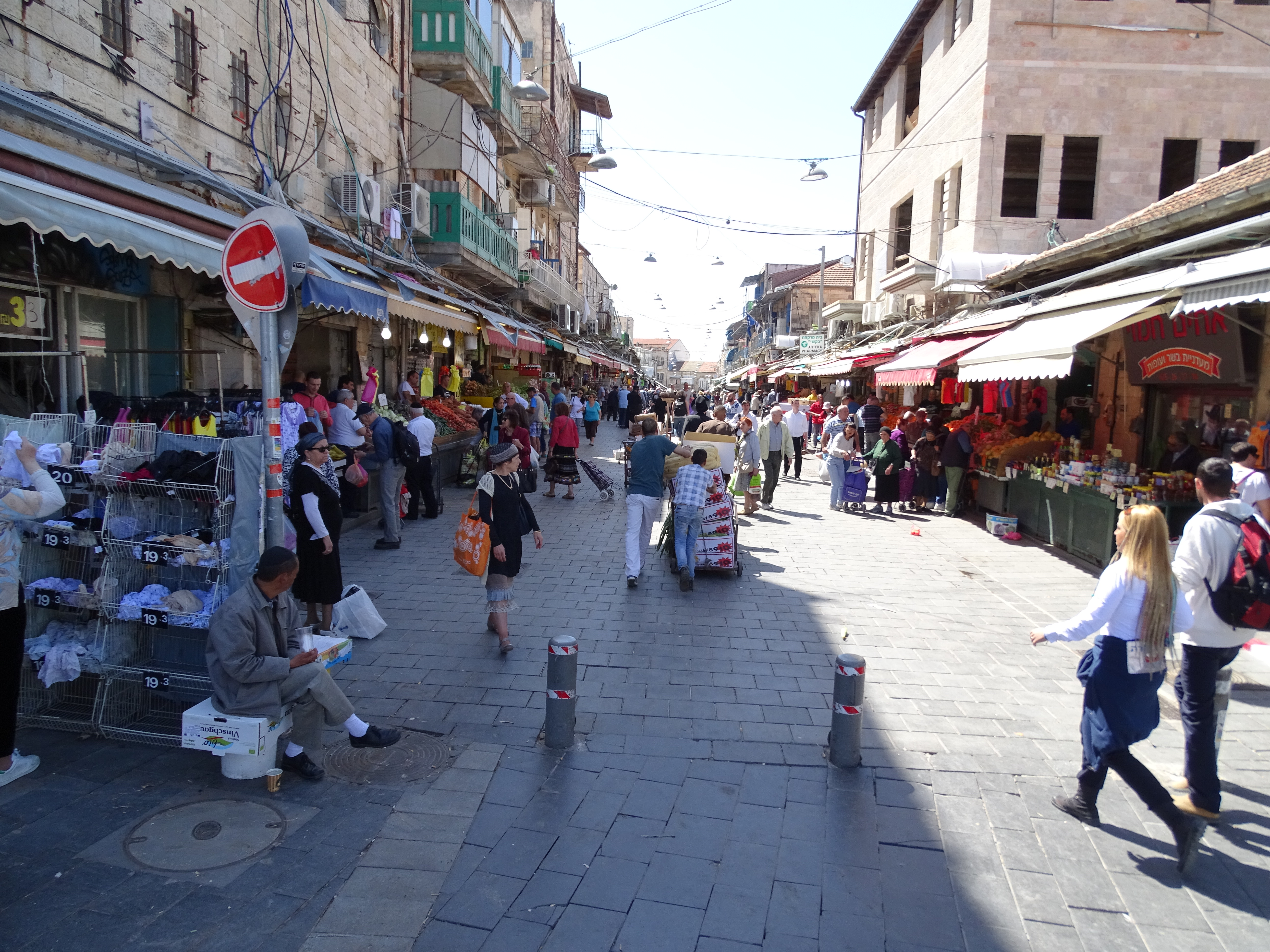
Der Mahane-Yehuda-Markt in Jerusalem, unweit der Bushaltestelle, wo der Selbstmordanschlag geschah.

Der Anschlag auf den Mahane-Yehuda-Markt 2002 war ein am 12. April 2002 in Israel verübter Selbstmordanschlag an einer Bushaltestelle am Eingang zum Mahane-Yehuda-Markt im Westen von Jerusalem. Bei dem Anschlag wurden sechs Menschen sowie die Attentäterin getötet und mehrere Dutzend Menschen verletzt.
Die Verantwortung für den Anschlag übernahmen die Al-Aqsa-Märtyrerbrigaden, der bewaffnete Arm der säkular-palästinensischen Fatah-Bewegung.

## Verlauf

### Planung
Der Anschlag wurde im Kern von drei Personen geplant und durchgeführt. Ende März 2002 trat die etwa 20-jährige Andalib Taqatqa an die Al-Aqsa-Brigaden heran und bot sich für ein Selbstmordattentat an. Die Planung und Leitung des Anschlags übernahm Muatas Muhammed Abdallah Himouni. Von Marwan Salloum wurde die Attentäterin psychologischen Tests unterzogen, um ihre Entschlossenheit zu prüfen. Am Tag vor dem Anschlag drehte Himouni ein Bekennervideo der Attentäterin.

### Der Anschlag
Am 12. April 2002, wenige Stunden vor dem Anschlag, überreichten Himouni und Salloum der jungen Frau eine mit Sprengstoff und Nägeln präparierte schwarze Handtasche. Schließlich wurde sie nach Abu Dis gefahren und nahm von dort ein Taxi nach Jerusalem und fuhr zum Mahane Yehuda Market. Dort begab sie sich an die direkt am Markt liegende Bushaltestelle in der Jaffa-Straße und zündete den Sprengsatz als die Umstehenden in einen Bus einstiegen. Mit der Explosion tötete die Attentäterin sechs Menschen und sich selbst. Dutzende weitere Menschen wurden verletzt; die Zahl der Verletzten schwankt in der Literatur stark; nach Barbara Victor waren es 40, nach der Global Terrorism Database 50, nach Muhammad Hafez 104 Verletzte. Unter den Opfern waren drei chinesische Bauarbeiter, von denen zwei getötet wurden.

## Folgen und Rezeption
Im Rahmen von Razzien während der Operation Schutzschild nahmen israelische Sicherheitskräfte Muatas Muhammed Abdallah Himouni fest, der gestand, den Anschlag geplant und geleitet zu haben. Marwan Salloum wurde später von israelischen Soldaten getötet.
Nach Wafa Idris, Darin Abu Aischa und Ayat al-Akhras war Andalib Taqatqa die vierte Frau, die zur palästinensischen Selbstmordattentäterin wurde. Anders als bei ihren Vorgängerinnen wurde ihr Fall in den israelischen Medien nicht ausführlich behandelt.